# Malma landskommun, Västergötland
För landskommunen med detta namn i Västmanland, se Malma landskommun.
Malma landskommun var en tidigare kommun i dåvarande Skaraborgs län.

## Administrativ historik
Kommunen inrättades i Malma socken i Viste härad i Västergötland när 1862 års kommunalförordningar trädde i kraft. 
Vid kommunreformen 1952 uppgick landskommunen i Essunga landskommun som 1971 ombildades till Essunga kommun.